# 高浜年尾
高浜 年尾（たかはま としお、1900年12月16日 - 1979年10月26日）は、俳人。ホトトギス代表。俳人高浜虚子の実子。「年尾」の名は正岡子規の命名による。

## 経歴・人物
東京市神田区猿楽町に虚子・いと夫妻の長男として生まれる。開成中学校から小樽高等商業学校（現・小樽商科大学）に進む。小樽高商時代は同期に小林多喜二、1期下に伊藤整がおり、全員でフランス語劇に出演したこともある。卒業後、旭シルクに入社する。のち転勤により兵庫県芦屋に転居する。句作は父虚子の手ほどきを受けて中学時代から始めていたが、この時期に一時中断、1938年に『俳諧』を発行し連句をはじめる。「俳諧」は俳句、連句、俳文、俳詩、俳論などのほか俳句の英・仏・独訳を載せるなど意欲的な俳誌であった。
1939年、旭シルクを退社し以後俳句に専念、関西の俳壇の中心として活躍する。1944年、戦時下の物資不足のため『俳諧』を『ホトトギス』に合併させる。1951年『ホトトギス』雑詠選者。1959年、朝日俳壇および愛媛俳壇選者。同年虚子より『ホトトギス』主宰を継承する。1979年10月26日死去、78歳。死後『ホトトギス』主宰は次女の稲畑汀子に引き継がれた。句集に『年尾句集』ほかに『俳諧手引』などの著書がある。
趣味は文学運動。宗教は仏教。住所は兵庫県芦屋市月若町。

## 家族・親族
高浜家
- 妻・喜美（1907年 - 2003年、上田源二郎の長女）[1]
- 長男・初也[1]（芦屋市にある虚子記念文学館名誉館長、1936年 - ）
- 長女・中子[1]（俳人、坊城としあつの妻、1928年 - 2021年）
- 二女・汀子[1]（俳人、稲畑染料店創業者稲畑勝太郎の孫で[4]、稲畑商店会長稲畑二郎の三男順三の妻、1931年 - 2022年）
- 三女・朋子[1]（作家藤島泰輔の妻、1933年 - ）